# Козобородки
Козобородки (лат. Upeneus) — род  лучепёрых рыб из семейства барабулевых (Mullidae). Распространены в Атлантическом, Индийском и Тихом океанах. Максимальная длина тела у разных видов варьируется от 7,2 до 33 см. Морские придонные рыбы.

## Описание
Тело удлинённое, несколько сжато с боков, покрыто крупной чешуёй. Мелкая чешуя есть на основаниях второго спинного, анального и хвостового плавников. Зубы на обеих челюстях многорядные; есть зубы на нёбной кости и сошнике. Два спинных плавника. В первом спинном плавнике 7 или 8 жёстких лучей; во втором спинном плавнике 9 мягких лучей. В анальном плавнике 1 жёсткий и 6 мягких лучей. В грудных плавниках 13—17 лучей. В брюшных плавниках 1 жёсткий и 5 мягких лучей. Хвостовой плавник раздвоенный. Жаберных тычинок 18—33. В боковой линии 28—39 чешуй. На подбородке два длинных усика.

## Классификация
В составе рода выделяют 38 видов:
- Upeneus asymmetricus Lachner, 1954
- Upeneus australiae Kim & Nakaya, 2002
- Upeneus crosnieri Fourmanoir & Guézé, 1967
- Upeneus davidaromi Golani, 2001
- Upeneus doriae (Günther, 1869)
- Upeneus filifer (Ogilby, 1910)
- Upeneus francisi Randall & Guézé, 1992
- Upeneus guttatus (Day, 1868)
- Upeneus heemstra Uiblein & Gouws, 2014
- Upeneus indicus Uiblein & Heemstra, 2010
- Upeneus itoui Yamashita, Golani & Motomura, 2011
- Upeneus japonicus (Houttuyn, 1782) — Краснобрюхая козобородка[4]
- Upeneus lombok Uiblein & White, 2015
- Upeneus luzonius Jordan & Seale, 1907
- Upeneus margarethae Uiblein & Heemstra, 2010
- Upeneus mascareinsis Fourmanoir & Guézé, 1967
- Upeneus moluccensis (Bleeker, 1855) — Чернохвостая козобородка
- Upeneus mouthami Randall & Kulbicki, 2006
- Upeneus niebuhri Guézé, 1976
- Upeneus nigromarginatus Bos, 2014
- Upeneus oligospilus Lachner, 1954
- Upeneus parvus Poey, 1852
- Upeneus pori Ben-Tuvia & Golani, 1989
- Upeneus quadrilineatus Cheng & Wang, 1963
- Upeneus randalli Uiblein & Heemstra, 2011
- Upeneus saiab Uiblein & Lisher, 2013
- Upeneus seychellensis Uiblein & Heemstra, 2011
- Upeneus stenopsis Uiblein & McGrouther, 2012
- Upeneus suahelicus Uiblein & Heemstra, 2010
- Upeneus subvittatus (Temminck & Schlegel, 1843)
- Upeneus sulphureus Cuvier, 1829 — Жёлтая козобородка, или жёлтая султанка
- Upeneus sundaicus (Bleeker, 1855) — Охровополосая козобородка
- Upeneus supravittatus Uiblein & Heemstra, 2010
- Upeneus taeniopterus Cuvier, 1829 — Полосатоплавниковая козобородка
- Upeneus torres Uiblein & Gledhill, 2014
- Upeneus tragula Richardson, 1846 — Чернополосая козобородка, или пескаревидная козобородка
- Upeneus vanuatu Uiblein & Causse, 2013
- Upeneus vittatus (Forsskål, 1775) — Полосатая козобородка
- Upeneus xanthogrammus Gilbert, 1892